# Vyšná Pisaná
Vyšná Pisaná', rusínsky Вышня Писана/Vyšnja Pysana, do roku 1927 slovensky „Vyšná Pisana“; (maďarsky Felsőhímes – do roku 1907 Felsőpiszana) je obec na severovýchodním Slovensku v okrese Svidník. Nachází se v Nízkých Beskydech v Laborecké vrchovině, na horním toku potoka Kapišovka v povodí řeky Ondavy, nedaleko státní hranice s Polskem. Nejvyšším bodem je hora Stavok (752 m n. m.), která je přímo na hranici.

## Historie
Obec patřila do panství Makovice a poprvé je písemně zmíněna v roce 1600 jako Felsö Pisana.
V roce 1787 měla obec 18 domů a 133 obyvatel, v roce 1828 zde bylo 22 domů a 190 obyvatel, kteří pracovali jako chovatelé ovcí, šindeláři a lesní dělníci. V 19. století byly lesy ve vlastnictví rodu Széchenyi.
Do roku 1918 byla obec součástí Uherska, poté připadla Československu. Od 6. října 1944 do 26. listopadu 1944 probíhaly v obci těžké boje v rámci Východokarpatské operace. Obec byla zničena v bojích, ale po válce byla obnovena. Po druhé světové válce část obyvatel dojížděla za prací do průmyslových oblastí ve Svidníku, Stropkově a Košicích, rolníci pracovali soukromě.
Při sčítání lidu v roce 2011 žilo ve Vyšné Pisané 76 obyvatel, z toho 45 Rusů a 30 Slováků. Jeden z obyvatel neposkytl o své národnosti informace.

## Pamětihodnosti
- Řeckokatolický kostel Zesnutí Přesvaté Bohorodičky, jednoduchá jednolodní stavba (z roku 1909) s půlkruhovým ukončením presbytáře a představenou věží, Během druhé světové války byl chrám poškozen a v roce 1965 byl obnoven.
- Expozice bojové techniky z doby Karpatsko-dukelské operace v roce 1944 v tzv. Údolí smrti. Je zde instalován sovětský tank T-34; součástí areálu je i pietní místo s pomníkem.[3]